# 1665
1665 (MDCLXV) fue un año común comenzado en jueves, según el calendario gregoriano.

## Acontecimientos
- 6 de enero: El "Journal des sçavans" comienza a publicarse en Francia, es considerada la primera revista científica.
- 4 de marzo - La segunda Guerra anglo-neerlandesa empieza.
- Batalla de Villaviciosa, Alfonso VI de Portugal derrota a Felipe IV de España (n. 1605)
- Comienza el reinado de Carlos II de España.
- Francia - Jean-Baptiste Colbert, supervisor general de finanzas.
- Robert Hooke descubre las células, con base en estudios de una lámina de corcho con un microscopio hecho por él mismo.
- Isaac Newton descubre la gravedad

## Nacimientos
- 6 de febrero: Ana de Gran Bretaña, reina irlandesa y soberana británica entre 1702 y 1714 (f. 1714).
- 12 de mayo: Albertus Seba, biólogo neerlandés de origen alemán (f. 1736).
- 22 de diciembre: Tommaso Redi, pintor italiano (f. 1726).
- 18 de abril: José Risueño, pintor y escultor del Reino de Granada, España (f. 1732).

## Fallecimientos
- 12 de enero: Pierre de Fermat, matemático francés (n. 1601)
- 15 de enero: Catalina de los Ríos y Lisperguer (n. 1604)
- 27 de julio: Francesco Cairo, pintor italiano (n. 1607)
- 17 de septiembre: Felipe IV de España (n. 1605)